# Honra (Seigneurie au Portugal)
Une honra était une division administrative existante dans le Royaume du Portugal avant 1834 - elle comprenait une terre, village ou district, dont la juridiction et les revenus appartenaient à un seigneur ou Fidalgo.

## Histoire et caractéristiques
À côté des coutos, les honras étaient des manifestations du manorialisme médiéval dans le royaume de Portugal. Elles s'agissaient de formes de propriété qui pouvaient appartenir à la fois à des seigneurs laïcs (les honras) et à des seigneurs ecclésiastiques (les coutos, qui au début pouvaient appartenir à l'un ou à l'autre, mais après le Moyen Âge, dans la plupart des cas, étaient aux mains de l'Église).

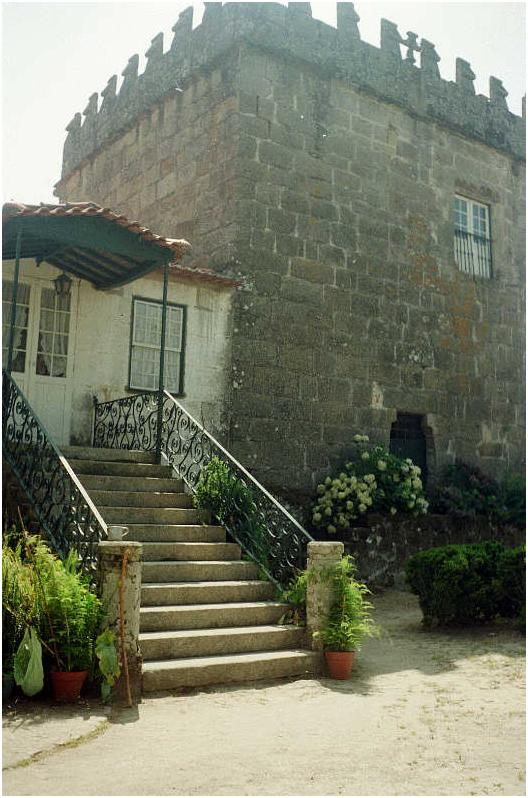
La tour de la honra de Barbosa, près de Penafiel, fondée au XIIe siècle par Dom Mem Moniz de Ribadouro, exemple de domaine médiéval au Portugal qui a pris la forme de honra

Les Honras et les coutos - constitués d'une ou de plusieurs paroisses, ou parties de paroisses - avaient en commun la caractéristique de l'immunité, qui se traduisait par l'exonération de charges fiscales devant la Couronne, le droit d'administrer la justice civile et pénale par les seigneurs respectifs et aussi, dans la plupart des cas, le droit de empêcher l'entrée des fonctionnaires royaux.
La principale caractéristique qui distinguait les honras des coutos était le fait que les honras étaient une forme de seigneurie "générée de forme spontanée".
Alors que les coutos étaient normalement créés par une « charte du couto », qui - en tant qu'expression de l'autorité royale - délimitait clairement le territoire du couto et précisait l'étendue des pouvoirs que pouvaient exercer les seigneurs, les honras n'ont jamais été, à l'origine, une acte royal. Par conséquent, elles n'étaient pas des dons accordés par le pouvoir du roi mais, bien au contraire, elles consistaient en des impositions sur la couronne, faites par des seigneurs féodaux très puissants. Les constitutions originales des honras étaient liées au mouvement militaire dit de « Reconquista », au cours duquel plusieurs familles nobles portugaises ont réussi à imposer leur influence politique et territoriale indépendamment des concessions royales. Ce lien avec la Reconquista, qui s'est dévélopée à partir du nord du pays, explique d'ailleurs l'absence de honras dans le sud du Portugal. Elles étaient en effet concentrées principalement dans le nord, où - plusieurs siècles plus tard, à la fin du XVIIe siècle - des provinces comme l'Entre Douro e Minho comptaient encore un total de vingt et une honras.
Les honras avaient ainsi leur légitimation originelle dans la force et le prestige d'une classe sociale (la noblesse guerrière du haut Moyen Âge). L'intervention de la couronne pour restreindre les pouvoirs de cette classe n'est apparue que plus tard, d'abord en reconnaissant ces situations préexistantes. puis en cherchant à les contrôler, notamment par le biais des Inquirições. Sous le règne du roi Denis Ier  (1279 - 1325) les Inquirições faisaient la distinction entre les "anciennes" honras, qui étaient reconnues, et les "nouvelles" honras, considérées comme abusives et illégitimes car de formation récente. La couronne reconnaît ainsi, d'une part, des droits acquis, en même temps qu'elle cherche, d'autre part, à limiter l'expansion des pouvoirs et de l'influence des seigneurs.
Les honras ont continué d'exister au Portugal à l'époque moderne (elles ont été éteintes, avec les autres domaines territoriaux de la noblesse portugaise, en 1834). À ce moment-là, cependant, elles étaient déjà soumises au régime général des seigneuries (c'est-à-dire aux dispositions de la soi-disante "Lei Mental" - qui permettait la succession des biens et seigneuries, dans une famille noble, seulement dans les cas où il y avait un enfant mâle légitime pour en hériter), notamment en ce qui concerne le processus de confirmations royales - soit par succession plus ou moins automatique, soit par confirmation expresse faite par chaque nouveau Roi.
Les confirmations royales étaient donc une méthode de la couronne pour faire reconnaître l'autorité de la couronne aux seigneurs et donataires des honras.